# Desorbimento per ionizzazione elettrospray
In spettrometria di massa il desorbimento per ionizzazione elettrospray è una tecnica di ionizzazione diretta. Questa tecnica produce poca frammentazione, è una tecnica di ionizzazione soft. Comunemente si indica con DESI, dalla lingua inglese Desorption electrospray ionization.

## Meccanismo
Goccioline elettronebulizzate di solvente vengono inviate contro il campione che viene desorbito/ionizzato.